# 岸和田電気館
岸和田電気館（きしわだでんきかん）は、かつて存在した日本の映画館である。1917年（大正6年）、大阪府泉南郡岸和田町北町（現在の同府岸和田市北町）に電気館（でんきかん）として開館した。1940年（昭和15年）前後の時期に、同府堺市に電気館（のちの堺電気館）を経営する泉谷虎吉に経営が移り、第二電気館（だいにでんきかん）と改称した。第二次世界大戦後は関西映興が同館を経営していたが、1967年（昭和42年）に松竹関西興行に経営が変わり、松竹の直営館になった。1974年（昭和49年）に閉館した。岸和田館（1970年閉館）に次ぎ、市内で二番目に古い映画館であった。

## 沿革
- 1917年 - 電気館として開館[1][2]
- 1940年前後 - 堺の電気館の泉谷虎吉に経営が移り第二電気館と改称[7][8]
- 1949年前後 - 関西映興に経営が移り、堺の電気館も本山敬二郎に経営が移る[9][10]
- 1961年 - 堺電気館が閉館する[14][15]
- 1967年1月 - 松竹が直営館化[17][18]、同時期に岸和田電気館と改称[17]
- 1974年 - 閉館[19][20]

## データ
- 所在地 : 大阪府岸和田市北町28番地[10]
  - かつての同府泉南郡岸和田町北町[7][8]、現在の同府同市北町7番地10号、跡地に駐車場[23]

北緯34度27分53秒 東経135度22分25秒 / 北緯34.46472度 東経135.37361度
- 経営 : 
  1. 西田源次郎 （1932年 - 1934年[4]）
  2. 泉谷虎吉 （1940年代[7][8]）
  3. 関西映興（代表・岩崎治良[24]、1949年前後 - 1967年[17]）
  4. 松竹関西興行（松竹、1967年[18] - 1974年）
- 支配人 : 
  1. 西田源次郎 （1932年 - 1934年[4]）
  2. 小林茂 （1940年代[7][8]）
  3. 多田正夫 （1949年前後 - 1953年）
  4. 黒田美雄 （1953年 - 1967年[17]）
  5. 砂場久雄 （1967年[18] - 1974年）
- 構造 : 木造二階建[9] ⇒ 鉄筋コンクリート造二階建[10][11]
- 観客定員数 : 400名（1949年 - 1950年[9]） ⇒ 551名（1951年） ⇒ 575名（1955年[10]） ⇒ 550名（1956年[11] - 1962年） ⇒ 476名（1963年 - 1964年） ⇒ 450名（1966年[17] - 1968年[18]）

## 概要

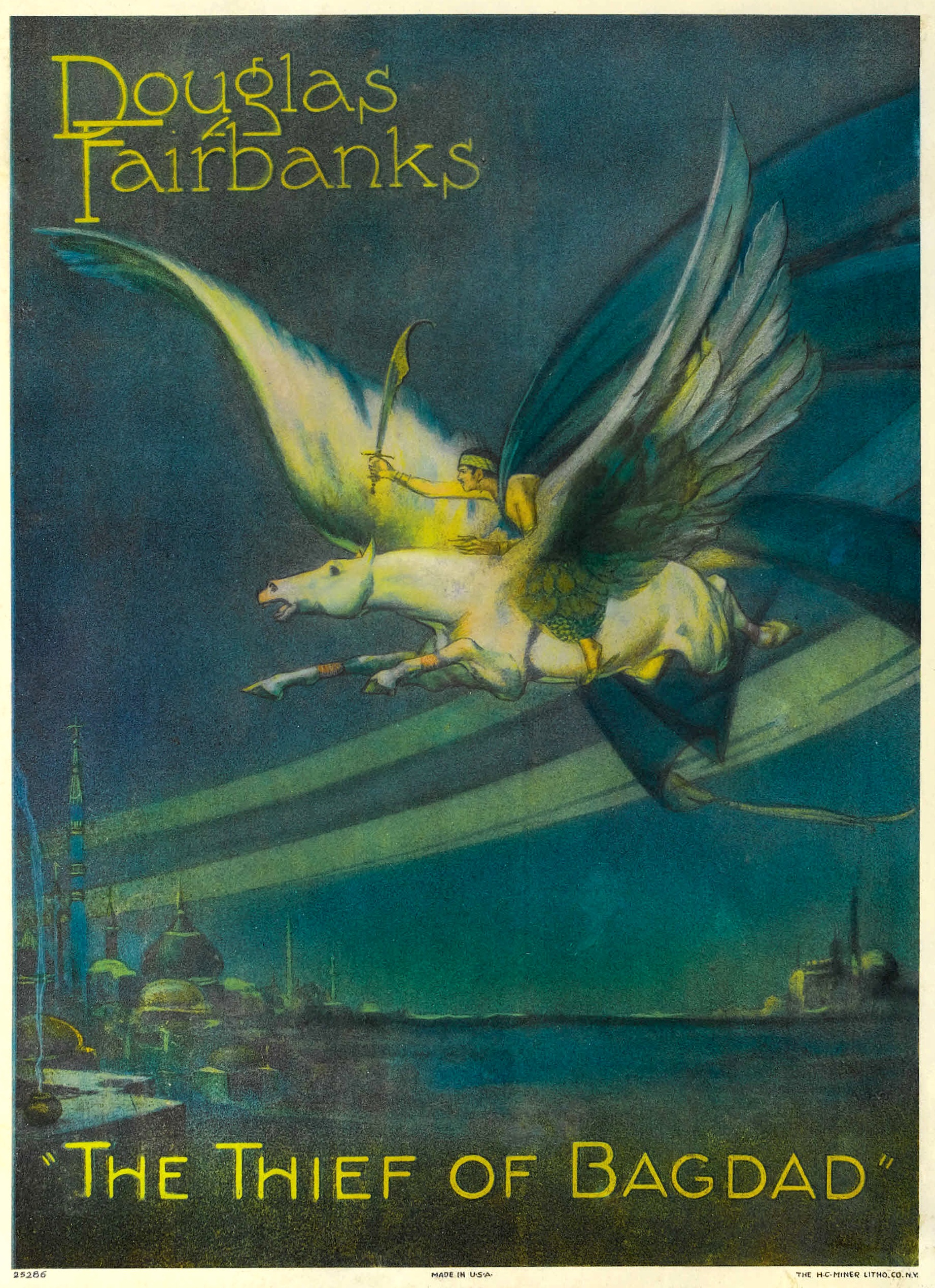
1925年（大正14年）当時のユニヴァーサル映画の目玉作品『バグダッドの盗賊』（同年1月12日日本公開）の米国版ポスター。

### ユニヴァーサルからマキノへ
1917年（大正6年）、大阪府泉南郡岸和田町北町28番地（現在の同府岸和田市北町7番地10号）に電気館として開館した。同年12月発行の『キネマ・レコード』には、同館の館名が掲載されている。当時の岸和田町内には、1913年（大正2年）1月に開館した岸和田館が、北町に隣接する堺町にすでに存在していた。同館の公開当時の詳細は不明であるが、同館の立地した北町は、紀州街道に面した商業地区であり、鉄道開通や紡績工場の興る以前から発展していた地区であった。1920年（大正9年）代に入ると、下野町に吉野倶楽部も開館しており、1922年（大正11年）11月1日、岸和田町は市制を施行して岸和田市になった。1925年（大正14年）に発行された『日本映画年鑑 大正十三・四年』には、同市内では同館と吉野倶楽部の2館のみが記載されており、同館ではユニヴァーサル映画が日本で配給するアメリカ映画を、吉野倶楽部では帝国キネマ演芸および東亜キネマの作品を上映していた。
昭和に入ると、岸和田紡績（現在のユニチカ）の社員寮敷地に建てられた泉座（支配人・溝畑久四郎）、同館に近い欄干橋の旭座（朝日座とも、経営・室田徳松のちに古南米蔵）でも映画を上映し始め、松竹キネマの上映館であるこれら2館のほか、同市内では、岸和田館が日活、吉野倶楽部が帝国キネマ演芸、そして同館はマキノ・プロダクション作品を上映した。1929年（昭和4年）に発行された『日本映画事業総覧 昭和三・四年版』によれば、当時の同館の経営者として西田源次郎の名が記されており、支配人は西田が兼務していた。1930年（昭和5年）には泉南郡春木町（現在の同市春木泉町）に春陽館、1935年（昭和10年）1月には同市内北町に山村劇場（のちの岸和田東映劇場）、1939年（昭和14年）2月には同市内本町に東宝映画直営の岸和田東宝映画劇場が開館している。
同市に近く、かつ古くから栄えた同府堺市には、同館よりも早い時期に電気館（のちの堺電気館、堺市三国ヶ丘御幸通19番地）が開館していたが、これを経営する泉谷虎吉が同館を傘下に収めたため、1940年（昭和15年）前後の時期に同館は、第二電気館と改称している。1942年（昭和17年）には第二次世界大戦による戦時統制が敷かれ、日本におけるすべての映画が同年2月1日に設立された社団法人映画配給社の配給になり、すべての映画館が紅系・白系の2系統に組み入れられるが、同年発行の『映画年鑑 昭和十七年版』には、同館の興行系統については記載されていない。当時の同館の経営は泉谷虎吉、支配人は小林茂、観客定員数についての記載はない。

### 戦後・関西映興から松竹直営館へ
戦後はいち早く復興しており、1950年（昭和25年）に発行された『映画年鑑 1950』には、同市内の欄に、東宝・大映の二番館である春陽館（春木泉町1560番地、経営・夜明藤一）、東宝の三番館と洋画を上映した山村劇場（北町74番地、経営・河合栄）、大映の三番館である岸和田館（堺町1919番地、経営・山口藤次郎）、セントラル映画社系の岸和田セントラル（のちの岸和田東宝セントラル劇場、宮本町125番地、経営・山口藤次郎）、東宝の三番館でありヨーロッパ映画も上映した岸和田東宝劇場（岸和田東宝映画劇場、本町219番地、経営・映宝興行および中平邦顕）、そして同館の6館が記載されている。同書によれば、当時の同館の経営者として岩崎治良（1900年 - 没年不詳）のみの名が記されており、観客定員数は400名、興行系統は松竹の二番館であった。岩崎治良は、松竹キネマ出身で、戦時中は社団法人映画配給社にあって関西支社次長、中部支社長と営業畑の重職を歴任し、戦後は、1947年（昭和22年）に梅田シネマを設立して社長に就任したが、2年後にオーエス映画劇場（現在のオーエス）に買収されたため、関西映興を新たに設立した人物であった。同館は岩崎が代表を務める関西映興が経営した。したがって同館は泉谷虎吉の手を離れており、堺の電気館も本山敬二郎の経営に移り、両館の間に資本関係はなくなっていたが、同館は「第二電気館」と名乗り続けた。1950年代前半に、木造二階建から、鉄筋コンクリート二階建に建物を建て替えている。
1957年（昭和32年）4月24日には、鍛治屋町の繁華街に岸和田大映（のちに移転して岸和田大劇、経営・同和興行）が開館し、大映二番館として興行を開始している。これによって、山直劇場（岡山町127番地、経営・西川輝男）、吉野倶楽部（下野町517番地、経営・山路美晴）、同年に岸和田東映劇場と改称した山村劇場を含め、同市内の映画館は合計9館の時代を迎える。1959年（昭和34年）には、同市内の岸和田東宝映画劇場の経営が変わって洋画系の映画館になり、岸和田東洋劇場と改称しているが、このとき、同館が東宝系の興行を引き継ぎ、松竹系と並行して上映した。
1961年（昭和36年）には、堺電気館が閉館したが、同館の名称は「第二」を冠したままであった。岸和田市内では、堺電気館と同じ1961年には山直劇場が閉館し、1962年（昭和37年）には春陽館（春木泉町1560番地、経営・向井克巳）、吉野倶楽部（下野町517番地、経営・楠原エイ）、岸和田東宝映画劇場（経営・照屋潔）の4館が閉館、同市内の映画館はわずか5館に減った。
1966年（昭和41年）には岸和田セントラル劇場が岸和田東宝セントラル劇場と改称、東宝の封切館となったため、同館は東宝系から離れ、松竹および洋画の上映館となった。1967年（昭和42年）1月には従来同館を経営していた関西映興が松竹関西興行（1958年設立 - 2002年解散、代表・城戸四郎）と契約を結び、松竹の直営館になるとともに、岸和田電気館と改称した。同名称は、開館以来、他地区の「電気館」と区別するためにしばしば使用された通称であった。同年の松竹は、3月25日公開の『宇宙大怪獣ギララ』（監督二本松嘉瑞）、4月15日公開の『若社長大奮戦』（監督梅津明治郎）、6月5日公開の『智恵子抄』（監督中村登）、8月5日公開の『喜劇一発勝負』（監督山田洋次）、9月2日公開の『無理心中日本の夏』（監督大島渚、製作創造社）等を製作・配給している。『松竹九十年史』および『松竹百十年史』には、このとき松竹関西興行傘下となった映画館として「岸和田松竹」が筆頭に挙げられているが、該当する映画館は同時代の資料には同館以外には存在しない。
1974年（昭和49年）には閉館し、約60年もの歴史を閉じた。翌1975年（昭和50年）には岸和田東宝セントラル劇場も閉館しており、同市内の映画館は、薩準次郎が経営する岸和田東映劇場（北町12番地12号）のほか、同和商事（代表・浅原隆三）が経営する岸和田大劇（大北町52番地1号）、岸和田日活劇場（のちの岸和田日劇、北町8番地5号）および岸和田スカラ座（北町8番地5号）の合計4館だけが残った。Google ストリートビューによれば、2009年（平成21年）7月現在の同館跡地は駐車場である。